# Gouvernement Camps III
 Communauté valencienne
Camps II Fabra
Le gouvernement Camps III est le gouvernement de la Communauté valencienne entre le 22 juin 2011 et le 28 juillet 2011, durant la VIIIe législature du Parlement valencien. Il est présidé par Francisco Camps.

## Historique
Dirigé par le président de la Généralité valencienne conservateur Paco Camps, ce gouvernement est constitué et soutenu par le Parti populaire de la Communauté valencienne (PPCV). À lui seul, il dispose de 55 députés sur 99, soit 55,6 % des sièges du Parlement valencien.
Il est formé à la suite des élections au Parlement valencien du 22 mai 2011 et succède au gouvernement Camps II, constitué et soutenu par le seul PPCV. Lors du scrutin, bien qu'ils aient perdu des voix, les conservateurs accroissent d'un siège leur majorité absolue tandis que l'opposition de gauche se fragmente.

## Composition
| Fonction                                                             | Titulaire | Titulaire                       | Parti |
| -------------------------------------------------------------------- | --------- | ------------------------------- | ----- |
| Président                                                            |           | Francisco Camps Ortiz           | PPCV  |
| Vice-présidente, secrétaire du Conseil Conseillère à la Présidence   |           | Paula Sánchez de León Guardiola | PPCV  |
| Conseiller à l'Économie, à l'Industrie et au Commerce                |           | Enrique Verdeguer Puig          | Sans  |
| Conseiller aux Finances et à l'Administration publique               |           | José Manuel Vela Bargues        | Sans  |
| Conseiller à l'Éducation, à la Formation et à l'Emploi               |           | José Císcar Bolufer             | PPCV  |
| Conseiller à la Santé                                                |           | Luis Rosado Bretón              | Sans  |
| Conseillère aux Infrastructures, au Territoire et à l'Environnement  |           | Isabel Bonig Trigueros          | PPCV  |
| Conseiller à la Justice et au Bien-être social                       |           | Jorge Cabré Rico                | Sans  |
| Conseillère à l'Agriculture, à la Pêche, à l'Alimentation et à l'Eau |           | Maritina Hernández Miñana       | PPCV  |
| Conseillère au Tourisme, à la Culture et au Sport, porte-parole      |           | Dolores Johnson Sastre          | Sans  |
| Conseiller à l'Intérieur                                             |           | Serafín Castellano Gómez        | PPCV  |